# Tanytarsus phargmitis
Tanytarsus phargmitis är en tvåvingeart som beskrevs av Jean-Jacques Kieffer 1925. Tanytarsus phargmitis ingår i släktet Tanytarsus och familjen fjädermyggor.
Artens utbredningsområde är Tyskland. Inga underarter finns listade i Catalogue of Life.